# Rhipicephalus follis
Rhipicephalus follis är en fästingart som beskrevs av Wilhelm Dönitz 1910. Rhipicephalus follis ingår i släktet Rhipicephalus och familjen hårda fästingar. Inga underarter finns listade i Catalogue of Life.